# ولادیمیر گیتان
ولادیمیر گِـیتان (رومانیایی: Vladimir Găitan؛ ‏ تلفظ رومانیایی: [vladiˈmir ɡəjˈtan]؛ ‏ زادهٔ ۲ فوریهٔ ۱۹۴۷ – درگذشته ۱۰ نوامبر ۲۰۲۰) بازیگر اهل رومانی بود.
از فیلم‌هایی که وی در آن نقش داشته‌است، می‌توان به حادثه، بازمانده، میرچئا، آینه، میهائیل، سگ سیرک، حق‌السکوت، بازسازی، مارگو و دوئل اشاره کرد.